# Seurus
Seurus är en sjö i kommunen Kuortane i landskapet Södra Österbotten i Finland. Sjön ligger 75,8 meter över havet. Arean är 70 hektar och strandlinjen är 5,1 kilometer lång. Sjön  ingår i Lappo å huvudavrinningsområde.   Den ligger omkring 29 kilometer öster om Seinäjoki och omkring 310 kilometer norr om Helsingfors. 